# Трапезников, Александр Иванович (деятель сельского хозяйства)
Алекса́ндр Ива́нович Трапе́зников (25 января 1926, Шаганур, Сернурский район, Марийская автономная область, РСФСР, СССР — 22 мая 1991, Охотниково, Сакский район, Крым, РСФСР, СССР) — советский деятель сельского хозяйства. Председатель колхозов «Дружба» и имени Ленина Косолаповского района Марийской АССР (1951—1961), колхоза «Победа» Сернурского района МАССР (1961—1977). Заслуженный работник сельского хозяйства Марийской АССР. Кавалер ордена Октябрьской Революции (1971). Участник советско-японской войны.

## Биография
Родился 25 января 1926 года в деревне Шаганур ныне Сернурского района Марий Эл. 
Окончил 7 классов школы, в 1942 году — курсы ветеринарных фельдшеров в с. Косолапово Косолаповского района Марийской АССР. Работал ветеринарным фельдшером в родной деревне.
В 1943 году призван в РККА. Участник советско-японской войны: воевал в составе Приморской армии в звании ефрейтора артиллерийского полка против японцев. Был ранен. Демобилизован из армии в 1946 году. Награждён медалями.
После демобилизации в 1946 году вернулся на родину: ветеринарный фельдшер, заведующий зооветеринарным пунктом.
С 1952 года — председатель колхозов «Дружба» и имени Ленина Косолаповского района, в 1961—1977 годах – председатель колхоза «Победа» Сернурского района МАССР. 
В 1967—1971 годах избирался депутатом Верховного Совета Марийской АССР VII созыва. 
Награждён орденами Октябрьской Революции, Трудового Красного Знамени, «Знак Почёта», медалями, а также дважды — Почётной грамотой Президиума Верховного Совета Марийской АССР.
Скончался 22 мая 1991 года в селе Охотниково ныне Сакского района Крыма.

## Звания и награды
- Заслуженный работник сельского хозяйства Марийской АССР[3]
- Орден Октябрьской Революции (1971)[1]
- Орден Трудового Красного Знамени (1975)[1]
- Орден «Знак Почёта» (1965)[1]
- Медаль «За победу над Японией» (1945)[3]
- Медаль «За доблестный труд. В ознаменование 100-летия со дня рождения Владимира Ильича Ленина» (1970)[1]
- Бронзовая медаль ВДНХ (1970)[1]
- Почётная грамота Президиума Верховного Совета Марийской АССР (1957, 1976)[1]